# Dylan Walker
Dylan Walker (* 27. September 1994 in Sydney, New South Wales) ist ein australischer Rugby-League-Spieler. Er spielt in der NRL für die South Sydney Rabbitohs.

## Beginn der Karriere
Walker begann bereits im frühen Alter mit dem Rugbyspielen für die Mascot Jets in der South Sydney District Junior Rugby Football League. 2012 spielte er für die South Sydney Rabbitohs in der National Youth Competition und für die Australian Schoolboys.

## Professionelle Karriere
2013 hatte Walker in Runde 10 sein NRL-Debüt für die Rabbitohs gegen die Wests Tigers, in dem er einen Versuch legte. Zudem spielte er für die U20-Mannschaft der New South Wales Blues.
2014 gewann er mit den Rabbitohs das NRL Grand Final gegen die Canterbury-Bankstown Bulldogs und nahm mit Australien an den Four Nations teil. Bei dem Spiel gegen Neuseeland, das er absolvierte, spielte er zunächst als Innendreiviertel, bevor er als Ersatz für Greg Inglis als Schlussmann spielte.
2015 gewann er mit den Rabbitohs die NRL Auckland Nines, bei denen er im Jahr zuvor ins All-Star Team gewählt worden war. Kurz darauf nahm er für die NRL All Stars am NRL All-Star Game teil. Im Spiel, das die NRL All Stars 6:20 verloren, legte er den einzigen Versuch für seine Mannschaft. Zehn Tage später, am 23. Februar, gewann er mit den Rabbitohs die World Club Challenge gegen St Helens mit 39:0, wobei er ebenfalls einen Versuch legte. Im Eröffnungsspiel der Saison 2015 zwischen den Rabbitohs und den Brisbane Broncos legte er den ersten Versuch der Saison.